# ام‌وی فرنکاپ
ام‌وی فرنکاپ (به انگلیسی: MV Francop) یک کشتی است که طول آن ۱۳۷٫۵۰ متر (۴۵۱ فوت ۱ اینچ) می‌باشد. این کشتی در سال ۲۰۰۳ ساخته شد.